# Karl I xứ Braunschweig-Wolfenbüttel
Karl I xứ Braunschweig-Wolfenbüttel (1 tháng 08 năm 1713, Braunschweig - 26 tháng 03 năm 1780, Braunschweig), đôi khi viết là Carl I, là Công tước xứ Braunschweig và Lüneburg (Herzöge zu Braunschweig und Lüneburg) và từ năm 1735 là Vương công xứ Braunschweig-Lüneburg (nhánh Bevern) (Fürst von Braunschweig-Wolfenbüttel) của Nhà Welf, cai trị Thân vương quốc Braunschweig-Wolfenbüttel cho đến khi qua đời vào năm 1780.
Trong Chiến tranh Cách mạng Mỹ, người Anh đã đưa quân viễn chinh đến 13 thuộc địa, trong đó có cả các đội lính đánh thuê phụ trợ. Nổi bật nhất là đội quân Brunswick-Wolfenbüttel của Karl I và quân Hessian của Friedrich II xứ Hessen-Kassel, hai vị vương ông này đã thu nhiều mối lợi tài chính trong quá trình cho người Anh thuê quân đội của mình, dù trên thực tế các đội quân này chiến đấu không hiệu quả.
Thông qua cuộc hôn nhân của em gái mình là Elisabeth Christine xứ Brunswick-Wolfenbüttel-Bevern, Karl trở thành anh rể của vua Friedrich II của Phổ, nhưng vì Karl cũng kết hôn với em gái của Friedrich II nên về phía vợ ông lại là em vợ của vua Phổ. Ông cũng là cậu và cha vợ của vua Friedrich Wilhelm II của Phổ, và vì thế trở thành ông ngoại của Friederike Charlotte của Phổ, Công tước phu nhân xứ York. Thông qua cuộc hôn nhân của cháu nội mình là Caroline của Braunschweig-Wolfenbüttel với vua George IV của Anh, Karl trở thành ông cố ngoại của Charlotte Augusta xứ Wales.

## Cuộc sống đầu đời
Karl sinh ra ở Braunschweig vào ngày 1 tháng 8 năm 1713 và được rửa tội cùng ngày. Ông được đặt theo tên của 2 người cha đỡ đầu của mình là Hoàng đế Karl VI của Thánh chế La Mã và Quốc vương Karl XII của Thụy Điển. Vào thời điểm ông sinh ra, gia đình ông đã thành lập nhánh công tước Braunschweig-Wolfenbüttel-Bevern. Ông là con trai cả của Ferdinand Albrecht II xứ Braunschweig-Wolfenbüttel và Thân vương phi Antoinette xứ Brunswick-Wolfenbüttel.
Cá nhân Thân vương Ferdinand Albrecht II có mối liên hệ chặt chẽ với Friedrich Wilhelm I của Phổ. Một biểu hiện của tình bạn này xuất phát từ cuộc hôn nhân của Thái tử Phổ Friedrich với em gái của Karl là Công nữ Elisabeth Christine (1715–1797) vào tháng 6 năm 1733. Chỉ vài tuần sau, vào ngày 2 tháng 7 năm 1733, Karl kết hôn với em gái của Friedrich là Philippine Charlotte của Phổ (1716–1801). Vào đầu thế kỷ XVIII, Braunschweig vẫn có mối quan hệ chặt chẽ với hoàng gia Áo. Karl do đó đã theo đuổi sự nghiệp quân sự trong dịch vụ hoàng gia. Năm 1733, ông trở thành chỉ huy của trung đoàn kỵ binh "Công tước xứ Braunschweig" (trước đây là trung đoàn kỵ binh "Offeln" hoặc "Uffeln"). Vào ngày 4 tháng 4 năm 1735, ông được bổ nhiệm làm Generalfeldwachtmeister dã chiến của Đế chế La Mã Thần thánh trong Chiến tranh Kế vị Ba Lan.

## Trị vì

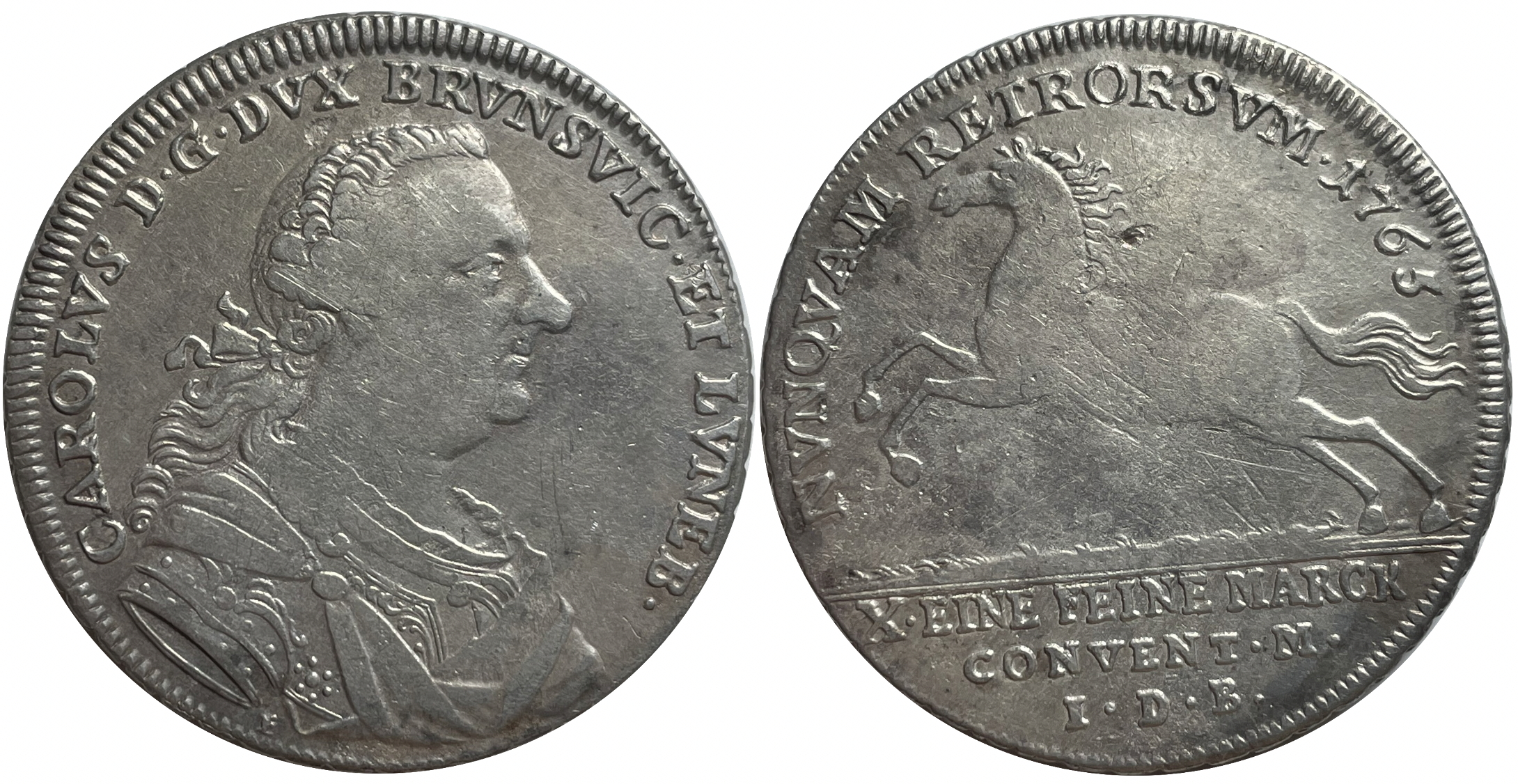
Xu bạc: 1 thaler của Thân vương quốc Braunschweig-Wolfenbüttel, đúc năm 1765; Mặt trước là chân dung Công tước Karl.

Trước khi kế thừa công quốc từ cha mình vào năm 1735, ông đã tham gia cuộc chiến chống lại Đế quốc Ottoman dưới quyền của Vương công Eugène de Savoie-Carignan. Thông qua mẹ của mình, ông là anh em họ đời đầu tiên với Maria Theresia của Áo.
Vào ngày 13 tháng 9 năm 1735, cha của ông, người mới trở thành Thân vương xứ Braunschweig-Wolfenbüttel vào tháng 3 năm 1735, đột ngột qua đời. Mặc dù Karl vẫn phục vụ hoàng gia nhưng giờ đây ông đã nhận được trung đoàn của người cha quá cố, "Trung đoàn bộ binh Brunswick-Wolfenbüttel" của hoàng gia.
Karl cống hiến hết mình cho những cải cách toàn diện trong Thân vương quốc của mình, được hướng dẫn bởi các nguyên tắc Khai sáng và chủ nghĩa trọng thương và được cố vấn bởi bộ trưởng cấp cao Heinrich Bernhard Schrader von Schliestedt. Năm 1741, Johann Philipp Graumann được bổ nhiệm làm ủy viên ở Braunschweig và được giao nhiệm vụ cải thiện thu nhập và thương mại. Graumann đặt ra cái gọi là Karl d'or. Thân vương Karl thành lập Friedrich-Carls-Hütte vào năm 1736, Spiegelglashütte auf dem Grünen Plan năm 1744, Collegium Carolinum ở Braunschweig năm 1745 và nhà máy sứ Fürstenberg năm 1747. Vào năm 1747 hoặc 1749, ông đã cho xây dựng lại hoàn toàn xưởng muối Schöningen. Ông cũng thành lập một quỹ cứu hỏa, sau này trở thành Công ty Bảo hiểm Công cộng Braunschweig. Năm 1753, ông chuyển nơi ở từ Wolfenbüttel đến Braunschweig, nơi phát triển thành một trung tâm tinh thần. Gotthold Ephraim Lessing trở thành thủ thư tại Thư viện Herzog August vào năm 1770.
Về chính sách đối ngoại, Karl dần cắt đứt quan hệ mật thiết với hoàng gia sau khi cha ông kết giao với nước láng giềng Vương quốc Phổ thông qua chính sách hôn nhân. Năm 1750, ông từ bỏ quyền sở hữu trung đoàn đế chế của mình, một dấu hiệu nữa cho thấy sự xa lánh của Viên. Trong Chiến tranh Bảy năm (1756–1763), Braunschweig-Wolfenbüttel đã chiến đấu bên phe Phổ chống lại Đế chế La Mã Thần thánh và Pháp. Sau chiến tranh cũng đẩy thân vương quốc đến bờ vực thảm họa, Karl tiếp tục các cuộc cải cách cũng như chính sách thân thiện với Phổ.
Bất chấp hoặc có lẽ vì lòng nhiệt thành cải cách, Karl đã không thể duy trì ổn định tài chính của đất nước và bị thuyết phục giao lại công việc nhà nước cho con trai cả là Thân vương tử Karl Wilhelm Ferdinand vào năm 1773. Vào ngày 26 tháng 3 năm 1780, Karl qua đời ở Braunschweig. Ông được an nghỉ cuối cùng trong hầm mộ của Nhà thờ Braunschweig.

## Lính đánh thuê
Khi Cách mạng Mỹ nổ ra vào năm 1775, Công tước Karl đã nhìn thấy mối lợi tài chính lớn nếu cho Vương quốc Anh thuê quân đội của mình. Năm 1776, Carl ký một hiệp ước với người anh họ là vua George III của Anh để cung cấp lính đánh thuê phục vụ cho quân đội Anh ở thuộc địa Bắc Mỹ. Tướng Friedrich Adolf Riedesel đã dẫn theo 4000 binh sĩ vượt Đại Tây Dương đến Bắc Mỹ. Lính đánh thuê Brunswick đã chiến đấu trong đạo quân của Tướng John Burgoyne tại Trận Saratoga (1777), nơi họ bị bắt làm tù binh. Mặc dù các điều khoản đầu hàng cho phép đạo quân đánh thuê Brunswick có thể trở về châu Âu, nhưng Quốc hội Lục địa Mỹ đã huỷ bỏ quy ước, vì thế mà đội quân này bị giam giữ ở Mỹ cho đến khi chiến tranh kết thúc vào năm 1783.

## Di sản

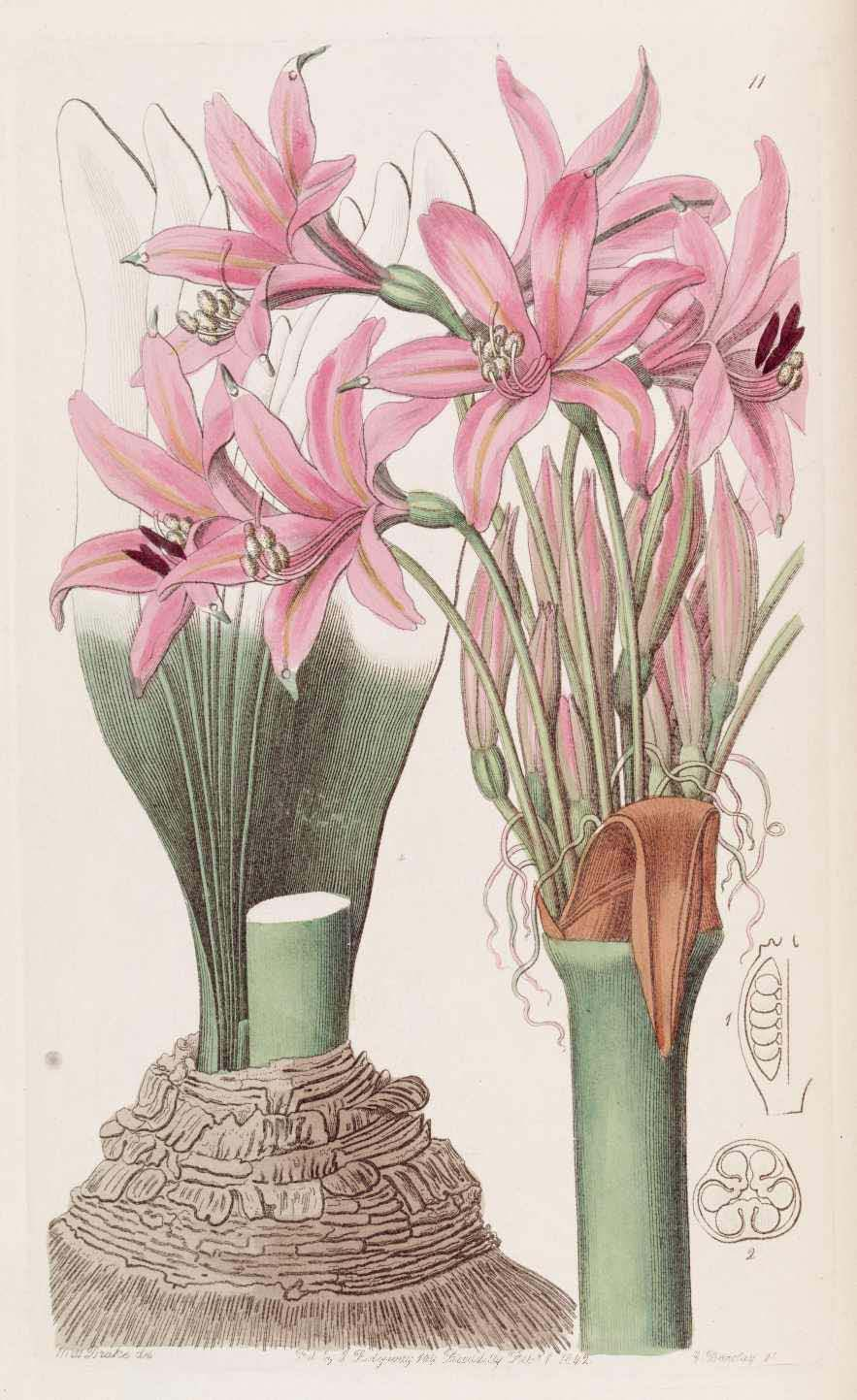
Một loài trong chi thực vật Brunsvigia, được đặt để vinh danh Karl, Thân vương xứ Brunswick-Wolfenbüttel

Theo gợi ý của Johann Friedrich Wilhelm Jerusalem, năm 1745 ông đã cho thành lập Collegium Corolinum, một viện giáo dục đại học mà ngày nay được biết đến là Đại học Kỹ thuật Brunswick (TU) - là một trong những đại học kỹ thuật hàng đầu ở Đức.
Lorenz Heister của Đại học Helmstedt đã lấy tên của ông đặt cho một chi thực vật mới mà ngày nay ta biết đến là Brunsvigia với khoảng 20 loài có nguồn gốc từ đông nam va nam châu Phi (từ Tanzania đến Cape Province của Nam Phi).

## Hôn nhân và hậu duệ
Năm 1733, Karl kết hôn với Philippine Charlotte, con gái của Vua Friedrich Wilhelm I của Phổ và là em gái của Friedrich Đại đế. Họ có 9 người con sống đến tuổi trưởng thành:
1. Karl Wilhelm Ferdinand, Công tước xứ Brunswick (1735–1806), cha của Caroline xứ Braunschweig-Wolfenbüttel, vợ của Vua George IV.
2. Sophie Caroline Mary (1737–1817), kết hôn với Friedrich, Bá tước xứ Brandenburg-Bayreuth.
3. Anna Amalia (1739–1807), kết hôn với Ernst August II xứ Sachsen-Weimar-Eisenach.
4. Friedrich August, Thân vương xứ Brunswick-Wolfenbüttel-Oels (1740–1805)
5. Albrecht Heinrich (1742–1761), chết không con
6. Wilhelm Adolf (1745–1770), chết không con
7. Elizabeth Christine Ulrike (1746–1840), kết hôn với Vua Friedrich Wilhelm II của Phổ (đã ly hôn). Bà là mẹ của Friederike Charlotte, Công tước phu nhân xứ York, con dâu của vua George III của Anh.
8. Augusta Dorothea, Nữ tu viện trưởng Gandersheim (1749–1803)
9. Maximilian Jules Leopold (1752–1785), chết không con.

Karl cũng có một đứa con ngoài giá thú, Christian Theodor von Pincier (1750–1824), người sau này lấy họ là de Pincier theo họ cha dượng của mình.

## Mối quan hệ triều đại
Thông qua em trai mình là Anthony Ulrich, Công tước xứ Brunswick, Kar I trở thành anh chồng của Anna Leopoldovna vì thế là bác ruột của tiểu Hoàng đế Ivan VI của Nga. Thông qua em gái Elisabeth Christine, ông trở thành anh vợ của vua Phổ Friedrich Đại đế. Thông qua em gái Luise xứ Brunswick-Wolfenbüttel, ông trở thành bác của Vua Friedrich II của Phổ. Thông qua em gái Sophie Antoinette xứ Brunswick-Wolfenbüttel, ông trở thành bác của Franz I xứ Sachsen-Coburg-Saalfeld (ông tổ của các vương tộc Sachsen-Coburg và Gotha; Sachsen-Coburg-Gotha-Kohary và Sachsen-Coburg-Gotha-Braganza - các vương tộc trị vì Vương quốc Bỉ, Anh, Bulgaria và Bồ Đào Nha). Thông qua em gái Juliana Maria xứ Brunswick-Wolfenbüttel, ông trở thành anh vợ của Frederik V của Đan Mạch.

## Tổ tiên
| \| \| \| \| \| \| \| \| \| \| \| 8. August II xứ Braunschweig \| \| \| \| \| \| \| \| \| \| \| \| \| \| \| \| \| \| \| \| \| \| \| \| \| \| \| \| \| \| \| \| \| \| \| \| \| \| \| \| \| \| \| \| \| \| \| \| \| \| \| 4. Ferdinand Albrecht I xứ Braunschweig-Wolfenbüttel-Bevern \| \| \| \| \| \| \| \| \| \| \| \| \| \| \| \| \| \| \| \| \| \| \| \| \| \| \| \| \| \| \| \| \| \| \| \| \| \| \| \| \| \| \| \| \| \| \| \| \| \| \| \| \| \| \| \| \| \| \| \| 9. Elisabeth Sophie xứ Mecklenburg-Gustrow \| \| \| \| \| \| \| \| \| \| \| \| \| \| \| \| \| \| \| \| \| \| \| \| \| \| \| \| \| \| \| \| \| \| \| \| \| \| \| \| \| \| \| \| \| \| \| \| \| \| \| \| \| \| \| \| \| \| \| \| 2. Ferdinand Albrecht II xứ Braunschweig-Wolfenbüttel \| \| \| \| \| \| \| \| \| \| \| \| \| \| \| \| \| \| \| \| \| \| \| \| \| \| \| \| \| \| \| \| \| \| \| \| \| \| \| \| \| \| \| \| \| \| \| \| \| \| \| \| \| \| \| \| \| \| \| \| 10. Friedrich xứ Hessen-Eschwege \| \| \| \| \| \| \| \| \| \| \| \| \| \| \| \| \| \| \| \| \| \| \| \| \| \| \| \| \| \| \| \| \| \| \| \| \| \| \| \| \| \| \| \| \| \| \| \| \| \| \| \| \| \| \| \| \| \| \| \| 5. Christine xứ Hessen-Eschwege \| \| \| \| \| \| \| \| \| \| \| \| \| \| \| \| \| \| \| \| \| \| \| \| \| \| \| \| \| \| \| \| \| \| \| \| \| \| \| \| \| \| \| \| \| \| \| \| \| \| \| \| \| \| \| \| \| \| \| \| 11. Nữ bá tước Eleonora Catherine xứ Zweibrücken \| \| \| \| \| \| \| \| \| \| \| \| \| \| \| \| \| \| \| \| \| \| \| \| \| \| \| \| \| \| \| \| \| \| \| \| \| \| \| \| \| \| \| \| \| \| \| \| \| \| \| \| \| \| \| \| \| \| \| \| 1. Karl I xứ Braunschweig-Wolfenbüttel \| \| \| \| \| \| \| \| \| \| \| \| \| \| \| \| \| \| \| \| \| \| \| \| \| \| \| \| \| \| \| \| \| \| \| \| \| \| \| \| \| \| \| \| \| \| \| \| \| \| \| \| \| \| \| \| \| \| \| \| 12. Anthony Ulrich xứ Braunschweig-Wolfenbüttel \| \| \| \| \| \| \| \| \| \| \| \| \| \| \| \| \| \| \| \| \| \| \| \| \| \| \| \| \| \| \| \| \| \| \| \| \| \| \| \| \| \| \| \| \| \| \| \| \| \| \| \| \| \| \| \| \| \| \| \| 6. Ludwig Rudolf xứ Braunschweig-Wolfenbüttel \| \| \| \| \| \| \| \| \| \| \| \| \| \| \| \| \| \| \| \| \| \| \| \| \| \| \| \| \| \| \| \| \| \| \| \| \| \| \| \| \| \| \| \| \| \| \| \| \| \| \| \| \| \| \| \| \| \| \| \| 13. Elisabeth Juliana xứ Schleswig-Holstein-Sonderburg-Norburg \| \| \| \| \| \| \| \| \| \| \| \| \| \| \| \| \| \| \| \| \| \| \| \| \| \| \| \| \| \| \| \| \| \| \| \| \| \| \| \| \| \| \| \| \| \| \| \| \| \| \| \| \| \| \| \| \| \| \| \| 3. Antoinette xứ Braunschweig-Wolfenbüttel \| \| \| \| \| \| \| \| \| \| \| \| \| \| \| \| \| \| \| \| \| \| \| \| \| \| \| \| \| \| \| \| \| \| \| \| \| \| \| \| \| \| \| \| \| \| \| \| \| \| \| \| \| \| \| \| \| \| \| \| 14. Albrecht Ernst I xứ Oettingen-Oettingen \| \| \| \| \| \| \| \| \| \| \| \| \| \| \| \| \| \| \| \| \| \| \| \| \| \| \| \| \| \| \| \| \| \| \| \| \| \| \| \| \| \| \| \| \| \| \| \| \| \| \| \| \| \| \| \| \| \| \| \| 7. Christine Louise xứ Oettingen-Oettingen \| \| \| \| \| \| \| \| \| \| \| \| \| \| \| \| \| \| \| \| \| \| \| \| \| \| \| \| \| \| \| \| \| \| \| \| \| \| \| \| \| \| \| \| \| \| \| \| \| \| \| \| \| \| \| \| \| \| \| \| 15. Christine Friederike xứ Württemberg \| \| \| \| \| \| \| \| \| \| \| \| \| \| \| \| \| \| \| \| \| \| \| \| \| \| \| \| \| \| \| \| \| \| \| \| \| \| \| \| \| \| \| |                                                                |  |  |  |  |  |  |  |  |                              |  |  |  |
| |                                                                |  |  |  |  |  |  |  |  | 8. August II xứ Braunschweig |  |  |  |
| |                                                                |  |  |  |  |  |  |  |  |                              |  |  |  |
| |                                                                |  |  |  |  |  |  |  |  |                              |  |  |  |
| |                                                                |  |  |  |  |  |  |  |  |                              |  |  |  |
| | 4. Ferdinand Albrecht I xứ Braunschweig-Wolfenbüttel-Bevern    |  |  |  |  |  |  |  |  |                              |  |  |  |
| |                                                                |  |  |  |  |  |  |  |  |                              |  |  |  |
| |                                                                |  |  |  |  |  |  |  |  |                              |  |  |  |
| |                                                                |  |  |  |  |  |  |  |  |                              |  |  |  |
| | 9. Elisabeth Sophie xứ Mecklenburg-Gustrow                     |  |  |  |  |  |  |  |  |                              |  |  |  |
| |                                                                |  |  |  |  |  |  |  |  |                              |  |  |  |
| |                                                                |  |  |  |  |  |  |  |  |                              |  |  |  |
| |                                                                |  |  |  |  |  |  |  |  |                              |  |  |  |
| | 2. Ferdinand Albrecht II xứ Braunschweig-Wolfenbüttel          |  |  |  |  |  |  |  |  |                              |  |  |  |
| |                                                                |  |  |  |  |  |  |  |  |                              |  |  |  |
| |                                                                |  |  |  |  |  |  |  |  |                              |  |  |  |
| |                                                                |  |  |  |  |  |  |  |  |                              |  |  |  |
| | 10. Friedrich xứ Hessen-Eschwege                               |  |  |  |  |  |  |  |  |                              |  |  |  |
| |                                                                |  |  |  |  |  |  |  |  |                              |  |  |  |
| |                                                                |  |  |  |  |  |  |  |  |                              |  |  |  |
| |                                                                |  |  |  |  |  |  |  |  |                              |  |  |  |
| | 5. Christine xứ Hessen-Eschwege                                |  |  |  |  |  |  |  |  |                              |  |  |  |
| |                                                                |  |  |  |  |  |  |  |  |                              |  |  |  |
| |                                                                |  |  |  |  |  |  |  |  |                              |  |  |  |
| |                                                                |  |  |  |  |  |  |  |  |                              |  |  |  |
| | 11. Nữ bá tước Eleonora Catherine xứ Zweibrücken               |  |  |  |  |  |  |  |  |                              |  |  |  |
| |                                                                |  |  |  |  |  |  |  |  |                              |  |  |  |
| |                                                                |  |  |  |  |  |  |  |  |                              |  |  |  |
| |                                                                |  |  |  |  |  |  |  |  |                              |  |  |  |
| | 1. Karl I xứ Braunschweig-Wolfenbüttel                         |  |  |  |  |  |  |  |  |                              |  |  |  |
| |                                                                |  |  |  |  |  |  |  |  |                              |  |  |  |
| |                                                                |  |  |  |  |  |  |  |  |                              |  |  |  |
| |                                                                |  |  |  |  |  |  |  |  |                              |  |  |  |
| | 12. Anthony Ulrich xứ Braunschweig-Wolfenbüttel                |  |  |  |  |  |  |  |  |                              |  |  |  |
| |                                                                |  |  |  |  |  |  |  |  |                              |  |  |  |
| |                                                                |  |  |  |  |  |  |  |  |                              |  |  |  |
| |                                                                |  |  |  |  |  |  |  |  |                              |  |  |  |
| | 6. Ludwig Rudolf xứ Braunschweig-Wolfenbüttel                  |  |  |  |  |  |  |  |  |                              |  |  |  |
| |                                                                |  |  |  |  |  |  |  |  |                              |  |  |  |
| |                                                                |  |  |  |  |  |  |  |  |                              |  |  |  |
| |                                                                |  |  |  |  |  |  |  |  |                              |  |  |  |
| | 13. Elisabeth Juliana xứ Schleswig-Holstein-Sonderburg-Norburg |  |  |  |  |  |  |  |  |                              |  |  |  |
| |                                                                |  |  |  |  |  |  |  |  |                              |  |  |  |
| |                                                                |  |  |  |  |  |  |  |  |                              |  |  |  |
| |                                                                |  |  |  |  |  |  |  |  |                              |  |  |  |
| | 3. Antoinette xứ Braunschweig-Wolfenbüttel                     |  |  |  |  |  |  |  |  |                              |  |  |  |
| |                                                                |  |  |  |  |  |  |  |  |                              |  |  |  |
| |                                                                |  |  |  |  |  |  |  |  |                              |  |  |  |
| |                                                                |  |  |  |  |  |  |  |  |                              |  |  |  |
| | 14. Albrecht Ernst I xứ Oettingen-Oettingen                    |  |  |  |  |  |  |  |  |                              |  |  |  |
| |                                                                |  |  |  |  |  |  |  |  |                              |  |  |  |
| |                                                                |  |  |  |  |  |  |  |  |                              |  |  |  |
| |                                                                |  |  |  |  |  |  |  |  |                              |  |  |  |
| | 7. Christine Louise xứ Oettingen-Oettingen                     |  |  |  |  |  |  |  |  |                              |  |  |  |
| |                                                                |  |  |  |  |  |  |  |  |                              |  |  |  |
| |                                                                |  |  |  |  |  |  |  |  |                              |  |  |  |
| |                                                                |  |  |  |  |  |  |  |  |                              |  |  |  |
| | 15. Christine Friederike xứ Württemberg                        |  |  |  |  |  |  |  |  |                              |  |  |  |
| |                                                                |  |  |  |  |  |  |  |  |                              |  |  |  |
| |                                                                |  |  |  |  |  |  |  |  |                              |  |  |  |